# Ośrodek Teatralny „Maski”
Ośrodek Teatralny „Maski” – ośrodek teatralny działający przy Uniwersytecie im. Adama Mickiewicza w Poznaniu, ośrodek niezależnego teatru studenckiego, w którym występowały najważniejsze teatry offowe w Polsce, jak: Teatr Ósmego Dnia, Teatr Plastyków, Teatr Maya, Scena Plastyczna KUL, Teatr Laboratorium, Teatr Biuro Podróży w spektaklach stworzonych m.in. przez Jerzego Grotowskiego, Kazimierza Grochmalskiego, Leszka Mądzika czy Pawła Szkotaka. W ośrodku wystawiał swoje spektakle m.in. legendarny The Living Theatre. Największe sukcesy ośrodek odnosił na przełomie lat siedemdziesiątych i osiemdziesiątych XX w., choć wciąż stanowi jedno z aktywniejszych centrów polskiego teatru uniwersyteckiego.
Zdaniem prof. Juliusza Tyszki, kierownika Zakładu Performatyki Instytutu Kulturoznawstwa UAM: Ośrodek Teatralny UAM „Maski” w Poznaniu to miejsce z ogromną tradycją. Usytuowane w samym centrum miasta, w domu studenckim „Hanka” (za dawnych czasów „Hanka Sawicka”), przy alei Niepodległości (za dawnych czasów ulicy Stalingradzkiej), obrosło w legendarne wydarzenia związane z ruchem teatru studenckiego i alternatywnego, a także z wstępami klasyków światowej kontrkultury.

## Historia
Ośrodek teatralny zaczął działać na początku lat siedemdziesiątych XX w. Jednym z pierwszych, istotniejszych przedstawień wystawionych w „Maskach” w 1972 była Operetka wg Gombrowicza. Dwa lata później wystawiono Ikara Scena Plastyczna KUL Leszka Mądzika. 
W 1977 funkcję dyrektora Ośrodka Teatralnego „Maski” objął Kazimierz Grochmalski, znany i ceniony twórca teatru, określony przez krytykę jako „jeden z najważniejszych polskich kreatorów teatru alternatywnego”. Grochmalski kierował ośrodkiem do 1982. Za rządów Grochmalskiego Ośrodek święcił największe tryumfy, zapraszano najlepsze teatry studenckie w Polsce, swoje premiery miał m.in. Teatr Ósmego Dnia: Przecena dla wszystkich (1977), Ach, jakże godnie żyliśmy (1979) i Więcej niż jedno życie (1981). W „Maskach” poznańską premierę miał również spektakl Teatru Laboratorium Apocalypsis cum figuris (1980). Grochmalski nie zaniedbywał także poznańskich teatrów studenckich, na scenie „Masek” odbywała się premiera Smoka w reżyserii Jerzego Moszkowicza.
W „Maskach” wystawiał spektakle również Teatr Maya, m.in.: Początek (1986), Sztuka umierania (1987), Historia piękna (1988), Moja mała Polska (1989), Państwo śmiechu (1989).
Do wysokiego poziomu Ośrodka Teatralnego „Maski” zapoczątkowanego przez Kazimierza Grochmalskiego nawiązywał dyrektor Paweł Szkotak, założyciel Teatru Biura Podróży, który zorganizował Międzynarodowy Festiwal Teatralny "Maski".
Obecnie biuro Ośrodka Teatralnego „Maski” znajduje się w Collegium Martineum, natomiast w „Maskach” działa i wystawia spektakle studencki Teatr Granda UAM.